# 叶里奇家族
叶里奇家族（波蘭語：Jelce），乌克兰、俄罗斯古代的一个贵族家族，家族的始祖是15世纪末的基辅地主伊万·叶里奇。其家族姓氏来自于今俄罗斯西部城市葉列茨。

## 纹章

### 家族纹章

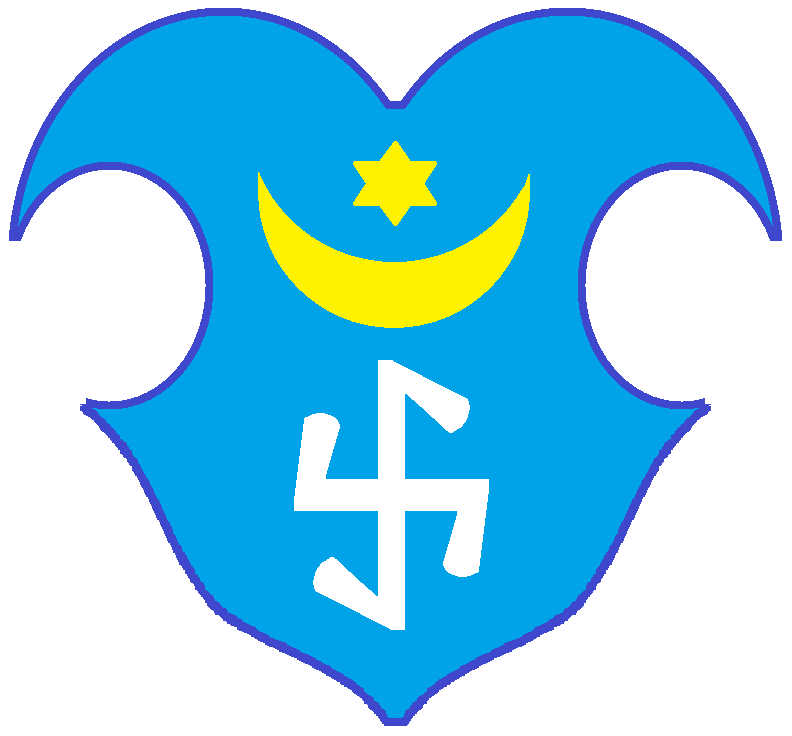
德米特里·叶里奇的徽章
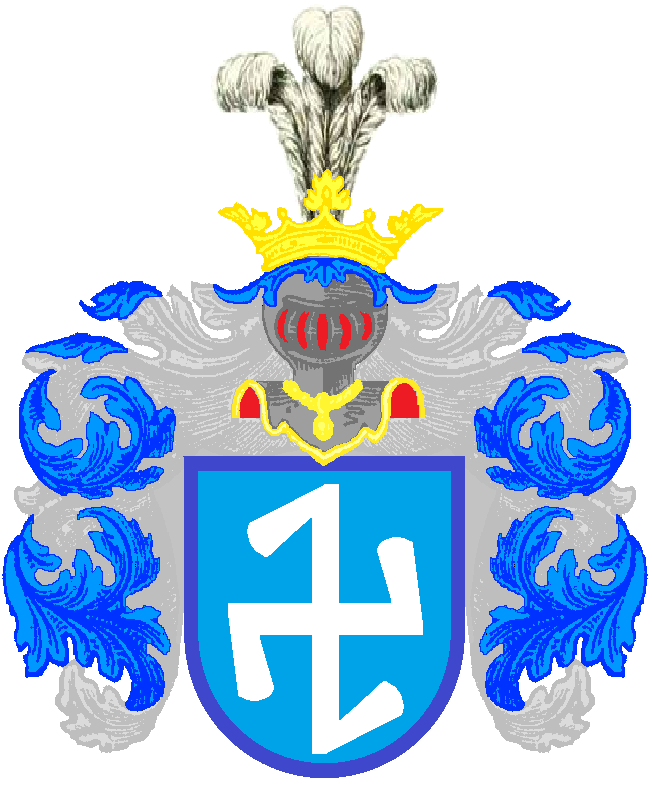
西奥多·叶里奇的徽章
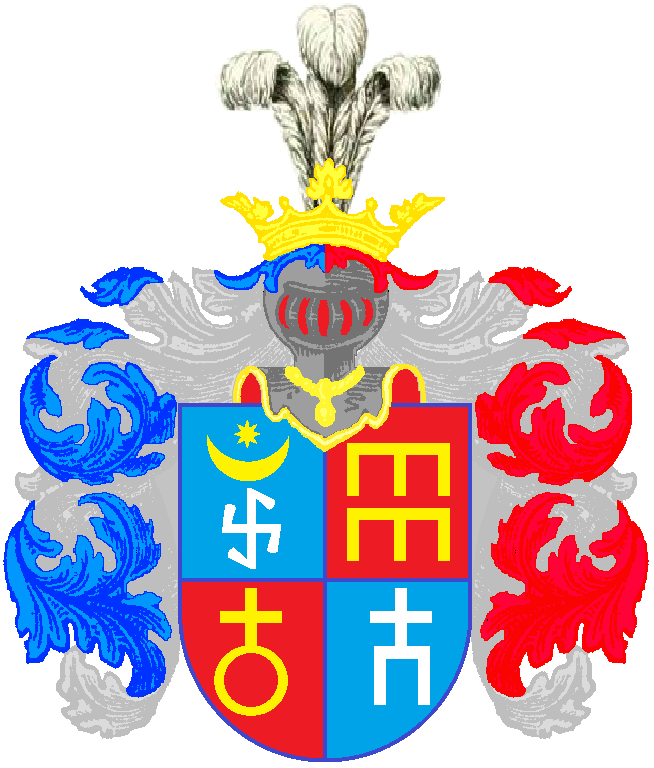
费多尔·叶里奇的徽章

### 用作印章的家族纹章

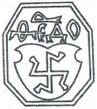
1514年费多尔·叶里奇的印章
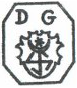
1585年德米特里·叶里奇的印章
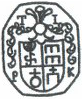
1624年费多尔·叶里奇的印章
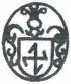
1634年西奥多·叶里奇的印章